# Hockeria fulvipes
Hockeria fulvipes är en stekelart som beskrevs av Masi 1917. Hockeria fulvipes ingår i släktet Hockeria och familjen bredlårsteklar.
Artens utbredningsområde är Seychellerna. Inga underarter finns listade i Catalogue of Life.